# Cavinti
Cavinti es un municipio filipino de tercera clase, perteneciente a la provincia de La Laguna, en la región de Calabarzon.

## Historia
Hacia mediados del siglo XIX, el lugar, ya por entonces perteneciente a la provincia de La Laguna, tenía contabilizada una población de 3487 habitantes, repartidos en 581 casas. Aparece descrito en el primer volumen del Diccionario geográfico, estadístico, histórico de las Islas Filipinas (1850) de Manuel Buzeta Núñez y Felipe Bravo con las siguientes palabras:

CAVINTI: pueblo con cura y gobernadorcíllo, en la isla de Luzon, prov. de la Laguna, dióc. del arz. de Manila: se halla sit. en los 125° 12' 15"  long., 14° 14' 40" lat., á orillas de dos riach. ó afluentes que se unen al O. de este pueblo; hállase defendido de los vientos S. E., y su clima es templado y saludable. En el dia tiene como unas 581 casas de sencilla construccion, distinguiéndose tan solo la casa parroquial y la llamada tribunal ó de comunidad, que son de mejor fábrica; hay escuela de primeras letras, dotada de los fondos del comun, á la que concurren varios alumnos; é igl. parr. de buena arquitectura, servida por un cura regular. Al lado de la igl. se halla el cementerio en bastante buena situacion y ventilado. Se comunica este pueblo con sus limítrofes por medio de buenos caminos, recibiéndose la correspondencia por medio de baligero, que pasa á recogerla á la cabecera de la prov. unav ez á la semana. Confina el term. por N. con Lumbang, un poco inclinado al N. O. (dist. ¼ leg.); por E. con la cordillera de montes, que se estiende hácia el N. por toda la prov. de Nueva-Ecija; por S. S. O. con Majaijay (á 2 leg.), y por O. con Pagsanjan, cap. ó cabecera de la prov. El terreno es montuoso, fértil, y se halla regado por algunos riach. En sus montes se hallan numerosas clases de maderas, palmas, cañas y bejucos; caza de búfalos, javalíes, venados, gallos, tórtolas, etc., y miel y cera que depositan las abejas en los sitios mas á propósito para ello. En la parte reducida á cultivo las prod. son: mucho arroz y caña dulce, ajonjolí, cacao, café, pimienta, añil, abacá, algodon, cocos, mangas y muchas otras clases de frutas y legumbres. La ind. consiste en el beneficio de los productos naturales, varios tejidos de algodon y abacá, y la cria de animales domésticos. El comercio se reduce á la esportacion del sobrante de sus productos naturales é industriales, y á la importacion de aquellos art. de que ellos carecen. pobl. 3,487 alm., 822 trib., que ascienden á 8,220 rs. plata, equivalentes á 20,550 rs. vn.
(Buzeta y Bravo, 1850, pp. 531-532)

En 2020, tenía censados 23 980 habitantes.